# Lineciciîna, Orativ
Lineciciîna (în ucraineană Лінеччина) este un sat în comuna Balabanivka din raionul Orativ, regiunea Vinnița, Ucraina.

## Demografie
Componența lingvistică a localității Lineciciîna
     Ucraineană (100%)
Conform recensământului din 2001, toată populația localității Lineciciîna era vorbitoare de ucraineană (100%).